# 新琴似屯田兵屋
新琴似屯田兵屋（しんことにとんでんへいおく、1887年〈明治20年〉 - 2013年〈平成25年〉）は、北海道札幌市北区新琴似1条6丁目にかつて存在していた屯田兵の家屋。現地調達したタモを用いた太い梁が特徴だった。
さっぽろ・ふるさと文化百選のNo.027、ならびに北区歴史と文化の八十八選のうち、「2.水辺と開墾の道〈北・新川・新琴似・麻生コース〉」に属する「32.新琴似屯田兵屋」として選定されていた。
保存状態は悪く、2009年の時点では屋根の煙抜き窓が壊れており、扉は締め切られて内部の様子をうかがうことができない状況だった。
2013年に取り壊されたため、現存しない。